# Бадаєв Георгій Федорович
Георгій Федорович Бадаєв (1909, місто Санкт-Петербург, тепер Російська Федерація — розстріляний 27 жовтня 1950, Лефортовська тюрма, Москва) — радянський державний діяч, 2-й секретар Ленінградського обкому ВКП(б). Депутат Верховної ради РРФСР 2-го скликання.

## Життєпис
Народився в родині робітника Обуховського заводу. Виріс за Невською заставою Санкт-Петербурга. В одинадцятирічному віці втратив батьків. Закінчив школу фабрично-заводського учнівства при Обухівському заводі.
До 1932 року працював слюсарем, механіком, майстром ленінградського механічного заводу «Більшовик».
Член ВКП(б) з 1925 року.
У 1935—1937 роках — слухач Ленінградської промислової академії імені Сталіна. 
У 1937—1938 роках — на господарській роботі, секретар партійного комітету фабрики імені Карла Маркса в Ленінграді.
У 1938—1939 роках — в апараті Ленінградського міського комітету ВКП(б).
У 1939—1943 роках — 1-й секретар Московського районного комітету ВКП(б) у Ленінграді.
У 1943 — 27 серпня 1946 року — секретар Ленінградського міського комітету ВКП(б) із кадрів.
27 серпня 1946 — 29 червня 1949 року — 2-й секретар Ленінградського обласного комітету ВКП(б).
2 вересня 1949 року заарештований в рамках т. зв. «Ленінградської справи». 27 жовтня 1950 року Військовою колегією Верховного суду СРСР за участь у «контрреволюційній антипартійній групі ворогів народу в Ленінграді» засуджений до смертної кари. Розстріляний того ж дня у Лефортовській в'язниці Москви, похований на Донському кладовищі Москви.
Посмертно реабілітований 4 травня 1954 року ухвалою Військової колегії Верховного суду СРСР.

## Нагороди і відзнаки
- орден Леніна
- орден Трудового Червоного Прапора
- орден «Знак Пошани»
- медаль «За оборону Ленінграда»
- медаль «За доблесну працю у Великій Вітчизняній війні 1941—1945 рр.»
- медалі